# Дои, Пётр Тацуо
Пётр Тацуо Дои (яп. 土井辰雄 Дои Тацуо,  22 декабря 1892, Сендай, Япония — 21 февраля 1970, Токио, Япония) — первый японский кардинал. Архиепископ Токио с 2 декабря 1937 по 21 февраля 1970. Кардинал-священник с 28 марта 1960, с титулом церкви Сан-Антонио-да-Падова-ин-Виа-Мерулана с 31 марта 1960.